# So Insane
So Insane è il secondo singolo del gruppo Pop rock Smash Mouth estratto dal loro quinto album Summer Girl, in quanto a singolo di promozione non possiede un video musicale è non è potuto entrare nella Billboard's top 100, ma è riuscito a piazzarsi alla posizione numero 25 nella US Adult Top 40 chart.
La canzone è utilizzata nella colonna sonora del film Capitan Zoom - Accademia per supereroi.